# Diastatomma selysi
Diastatomma selysi är en trollsländeart som beskrevs av Henri Schouteden 1934. Diastatomma selysi ingår i släktet Diastatomma och familjen flodtrollsländor. IUCN kategoriserar arten globalt som livskraftig. Inga underarter finns listade i Catalogue of Life.